# كاترين فيكرز
كاترين فيكرز هي عازفة بيانو كندية، ولدت في 24 يوليو 1952 في ريجاينا في كندا.